# 732 TCN
732 TCN là một năm trong lịch La Mã.